# Perfboard
Une perfboard est une plaque permettant le prototypage de circuits électroniques. 
Elle est pré-perforée à intervalles réguliers suivant une grille, généralement une grille carrée de 2,54 mm d'espacement (soit 1/10 de pouce). Une perfboard peut être utilisée pour wrapper ou souder un prototype. Du cuivre ou un autre métal peut être plaqué sur le substrat en modèles pré-organisés. Des composants discrets (résistances, condensateurs) et des circuits intégrés peuvent être montés dessus. Le substrat est généralement réalisé en fibre de verre ou en bakélite.
Pour utiliser une perfboard il faut souder sur le dessous de celle-ci puis enlever le cuivre là où on ne souhaite pas qu'il y ait connexion. 
|  |  |